# Melanozetes aequalis
Melanozetes aequalis är en kvalsterart som först beskrevs av Schweizer 1956.  Melanozetes aequalis ingår i släktet Melanozetes och familjen Ceratozetidae. Inga underarter finns listade i Catalogue of Life.